# Conxa Rovira
Conxa Rovira (Carcaixent, la Ribera Alta, 1952 - València, 23 d'octubre de 2016) fou escriptora i professora de llengua i literatura de l'IES Arabista Ribera de Carcaixent, institut on exercia de cap d'estudis.
Va elaborar, junt amb altres autors, materials didàctics com Valencià pràctic, Repunt. Taller de llengua i Ona (Bromera), així com altres materials publicats per Anaya i Tàndem. Era una defensora i una apassionada de la llengua i una docent compromesa amb l'educació pública. Per la seua feina en l'àmbit educatiu fou guardonada amb el Premi Baldiri i Reixac, que atorgaren als seus alumnes de 3r d'ESO.
No només es va dedicar a elaborar i publicar llibres de text sinó també a la literatura. El 2013 va guanyar el XX Premi de Literatura Eròtica de la Vall d'Albaida pel llibre Pecata minuta (Bromera, 2014). Els compositors Jorge Sastre i Roger Dannenberg li van dedicar la seua darrera òpera, La mare dels peixos, per mor que Rovira en va donar la idea inicial. L'òpera, basada en una rondalla d'Enric Valor, participa en el projecte Soundcool i es va estrenar a les darreries del 2016, al Palau de les Arts.
Va morir el 23 d'octubre de 2016.